# 秦非

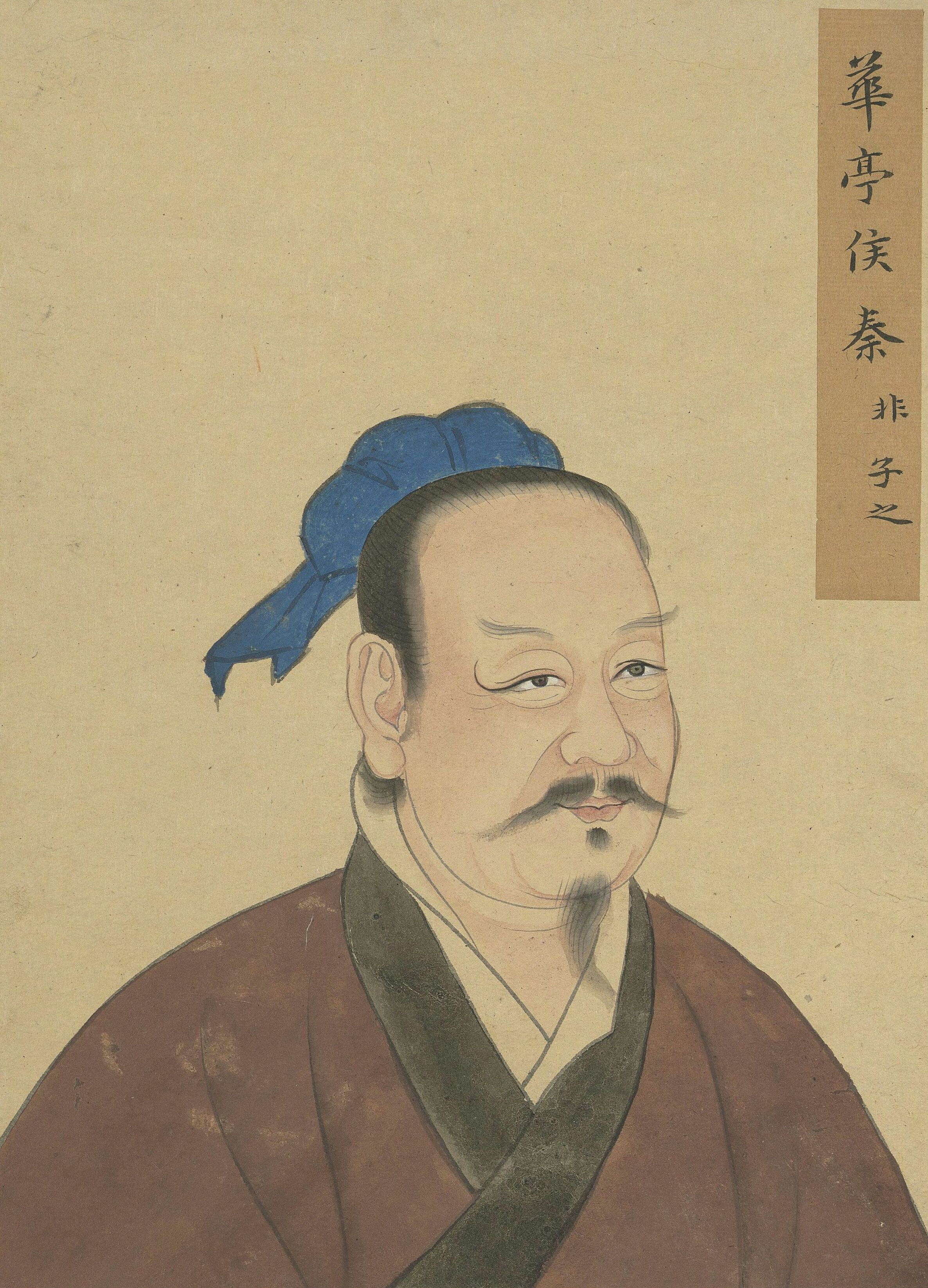
秦非

秦非（？—？），字子之，《孔子家语·弟子解》相同。春秋时期魯國人。孔子弟子。

## 生平
秦非生卒年事蹟不詳。

## 歷代追封
- 漢明帝永平十五年（72年）從祀孔廟。
- 唐玄宗開元二十七年（739年）封汧陽伯。
- 宋真宗大中祥符二年（1009年）封華亭侯。
- 明世宗嘉靖九年（1530年）封先賢秦子。